# Atletica leggera ai Giochi della XXV Olimpiade - Salto triplo

Video della Finale (il miglior salto dei primi due classificati)

Il salto triplo ha fatto parte del programma maschile di atletica leggera ai Giochi della XXV Olimpiade. La competizione si è svolta nei giorni 1º e 3 agosto 1992 allo Stadio del Montjuic di Barcellona.

## Presenze ed assenze dei campioni in carica
| Competizione         | Atleta              | Prestazione | Barcellona 1992 |
| -------------------- | ------------------- | ----------- | --------------- |
| Olimpiadi 1988       | Khristo Markov      | 17,61 m     | Presente        |
| Commonwealth 1990    | Marios Hadjiandreou | 16,95 m     | Presente        |
| Goodwill Games 1990  | Kenny Harrison      | 17,72 m     | 6º ai Trials    |
| Europei 1990         | Leonid Voloshin     | 17,74 m     | Presente        |
| Asiatici 1990        | Chen Yanping        | 17,51w m    | Presente        |
| Panamericani 1991    | Yoelbi Quesada      | 17,06 m     | Presente        |
| Mondiali 1991        | Kenny Harrison      | 17,78 m     | 6º ai Trials    |
|                      |                     |             |                 |
| Mondiali junior 1988 | Vladimir Melikhov   | 16,69 m     | Non selez.      |

1. ↑  Il secondo classificato, Zou Sixin (Cina), stabilisce il record dei Giochi con 17,31 m.

## La gara
Il turno di qualificazione è di grande qualità: ben 8 atleti superano la soglia dei 17 metri. Il miglior salto è del francese Pierre Camara, con 17,34. Fallisce la qualificazione il campione in carica Khristo Markov (16,46).

In finale Camara non ha fortuna e dopo tre turni viene eliminato. Parte bene invece l'americano Michael Conley che al secondo salto atterra a 17,63: è il nuovo record olimpico. Nessuno riesce a superarlo nei turni rimanenti. All'ultima prova si produce in un salto fantascientifico a 18,17 metri. L'anemometro segna +2,1, quindi il salto non può essere omologato come nuovo record del mondo. Ironicamente, il suo è stato l'unico salto ventoso della gara.

## Risultati

### Turno eliminatorio
Qualificazione17,00 m
Otto atleti si qualificano direttamente. Ad essi vanno aggiunti i 4 migliori salti, fino a 16,91 m.

### Finale
| Primatista mondiale   | 17,97 1985 | Willie Banks | Rit. 1988 |
| Primatista stagionale | 17,68      | Mike Conley  | Presente  |

1. ↑  Stabilito il 21 giugno.

| Pos     | Paese e Atleta       | 1° salto | 2° salto | 3° salto | 4° salto | 5° salto | 6° salto | Miglior Misura | Note  |
| ------- | -------------------- | -------- | -------- | -------- | -------- | -------- | -------- | -------------- | ----- |
| Oro     | Mike Conley          | 16,82    | 17,63    | 17,19    | 17,54    | X        | 18,17w   | 18,17w         | 17,63 |
| Argento | Charlie Simpkins     | 16,87    | 16,66    | X        | 16,74    | 17,29    | 17,60    | 17,60          |       |
| Bronzo  | Frank Rutherford     | 16,75    | 17,36    | 17,36    | 17,16    | 16,33    | X        | 17,36          |       |
| 4       | Leonid Voloshin      | 17,32    | 17,24    | X        | X        | 17,32    | 16,82    | 17,21          |       |
| 5       | Brian Wellman        | 16,98    | 17,24    | 16,99    | X        | X        | X        | 17,16          |       |
| 6       | Yoelbi Quesada       | 17,15    | 16,75    | 17,05    | X        | 17,04    | 17,18    | 17,18          |       |
| 7       | Aljaksandr Kavalenka | 16,84    | 16,92    | X        | 16,78    | 17,06    | X        | 17,06          |       |
| 8       | Zou Sixin            | X        | 17,00    | X        | X        | -        | -        | 17,00          |       |
| 9       | Vasilij Sokov        | 16,86    | 15,84    | X        |          |          |          | 16,86          |       |
| 10      | Māris Bružiks        | 16,56    | X        | 16,80    |          |          |          | 16,80          |       |
| 11      | Pierre Camara        | 16,52    | X        | 14,48    |          |          |          | 16,52          |       |
| 12      | Eugeniusz Bedeniczuk | 16,23    | X        | 16,15    |          |          |          | 16,23          |       |

La medaglia di bronzo del bahamense Frank Rutherford è la prima per l'arcipelago nell'atletica olimpica.